# Diario íntimo (1951-1965)
Diario íntimo (1951-1965) es un diario literario del periodista y escritor español César González-Ruano. Aparecido en Barcelona, en 1952, en la editorial Noguer, el diario en un primera etapa lleva por título Diario íntimo 1951. En él se recogen las vivencias de su autor exclusivamente en ese año. En una España asfixiante, estas notas breves están escritas con un lenguaje suelto, de frase breve, en entradas diarias a manera de columnas periodísticas. Lo que en principio fue un año, 1951, se fue ampliando hasta completar el periodo 1951-1965, año de su muerte. En cada año aparecen todos los meses, aunque hay algunos saltos -días en que no escribe nada. Las anotaciones, en orden cronológico, son regulares. A veces escribe sobre sus salidas: «Salí al café Gijón a las diez, pero me volví a casa antes de las doce. El que nevara me despertó no sé cuantos más afanes de hogar sobre los que ya tengo de ordinario». Otras sobre sus invitados: «Vino a almorzar Fernández Flórez. Está cada día más joven. Le pregunto hasta dónde se propone llegar».

## Historia
César González-Ruano se trasladó a vivir a la capital de España en septiembre de 1947, tras una etapa de 4 años en Sitges (Barcelona), donde había recalado tras su regreso de Europa. Más adelante, recordará esta etapa marítima como algo negativo. En efecto, en una entrevista a Marino Gómez-Santos Ruano confesaba al periodista amigo: “Sitges fue para mí un error enorme. Perdí cuatro años exactos de mi vida. Son cuatro años que no son vividos, sino bebidos. Y todavía estoy arrastrando la resaca.”  Tras unos meses en la calle de Alcalá, en 1948 alquila un piso en la séptima planta de Ríos Rosas, 54. Al poco tiempo, Camilo José Cela también residirá en el edificio. Y también un joven pintor amigo de Ruano, Manuel Viola, que regresa a España desde París.
Tras el éxito de sus memorias, Ruano se atreve con su Diario íntimo, de 180 páginas.
En el verano de 1949, Ruano es invitado por el Ayuntamiento de Cuenca a unas jornadas culturales. Allí permanece desde principios de julio hasta mediados de septiembre de 1949. Es tal el trato recibido, que el periodista elegirá la ciudad como segunda residencia. Hacia 1955, Ruano adquiere una casa en la ciudad castellana, a la que invitará a figuras relevantes de los círculos artísticos y literarios de Madrid. En su casa-palacio —y también en el café Colón, donde escribía asiduamente y participaba en animadas tertulias literarias— recibió a personalidades de la talla de Rafael de Penagos, Bartolomé Soler, Juan Ramón Masoliver, Fernando Díaz-Plaja, Alfredo Marqueríe, Dámaso Alonso, Eugenio Montes o Gregorio Marañón, entre otros.
En la edición de 2004 fue prologado por Francisco Umbral para la editorial Visor.

## Contenido
César González-Ruano (1903-1965) cuenta día a día, mes a mes, sus vivencias desde 1951. El periodista anota sus ocurrencias, sus salidas y entradas, sus visitas. Sus escritos sobre política son breves. En uno de ellos dice que lo que falla en España es siempre el elemento humano: “demasiada gabardina y juventud femenina modesta”. Aparece la ciudad de Madrid, sujeta a continuas restricciones y carencias. Aparecen entradas de 14 años, entre 1951 y el año de su muerte, 1965. Los años 1953 y 1954 vieron la luz en el diario Pueblo, unas veces con el título Tertulia y otras con distintas denominaciones. Extraña que falte el año 1956, del que no hay ninguna entrada.

## Diario literario
La voluntad de Ruano es no es otra que traer a España el diario literario, como  había hecho en Francia André Gide, cuyo diario había aparecido nada menos que en la colección Bibliothèque de la Pléiade de la NRF en 1939. Con una apariencia periodística, de  apunte breve de la realidad personal, Ruano consigue que de sus apuntes brote la magia de los grandes diarios. En palabras de Benítez Ariza: "la novela de una vida, la postulación de un personaje inmediatamente familiar, la idea de que una determinada manera de ver las cosas depende directamente de la existencia de ese personaje y de su voluntad de dejar testimonio escrito de ellas".

## Ediciones
- Diario íntimo 1951. Barcelona, Noguer, 1952.
- Diario íntimo (1952-1965). Madrid, Taurus, 1970. Págs. 1163.
- Diario íntimo (1951-1965). Madrid, Visor Libros, 2004. Prólogo de Francisco Umbral.